# Valter Roman
Valter Roman (întâlnit uneori ca Walter Roman, născut Ernő Neuländer; n. 7 octombrie 1913, Oradea, Austro-Ungaria – d. 11 noiembrie 1983, București, România) a fost un militant și politician comunist român, de origine evreiască, veteran al brigăzilor internaționale comuniste din Războiul Civil din Spania. A fost tatăl fostului prim-ministru român Petre Roman.

## Familia și studiile
Numele său la naștere era Ernő (Ernest) Neuländer. S-a născut într-o familie de evrei de proveniență hasidică stabilită la Oradea. Tatăl său era funcționar la o bancă. Valter Roman a devenit inginer, în urma studiilor la Universitatea tehnică germană din Brno, în Cehoslovacia.

## Cariera politică
Potrivit unor relatări, recrutarea sa în mișcarea comunistă ar fi fost făcută în 1931 de Nicolae Goldberger, care l-a ajutat să plece în URSS, tranzitând Cehoslovacia.
După 1936 s-a înrolat voluntar în Brigăzile Internaționale de partea forțelor republicane din Spania sub numele Walter Roman. Anii petrecuți în Spania au fost evocați în volumul autobiografic Sub cerul Spaniei. Cavalerii speranței. În războiul civil din Spania a avut gradul de maior și a fost comandantul unui batalion de artilerie din brigada a 11-a „Venceremos”.
În Spania, Walter Roman s-a căsătorit cu Hortensia Vallejo, o comunistă spaniolă. În cursul războiului a fost rănit la plămâni. După ce Republica Spaniolă a fost înfrântă în 1939, Valter Roman s-a refugiat în Franța, apoi s-a reîntors în URSS. Acolo a condus, pentru o perioadă, departamentul emisiunilor în limba română la Radio Moscova, unde i-a avut în subordine pe Ana Pauker, Leonte Răutu și Iosif Chișinevschi. În timp ce Ana Pauker s-a reîntors în România îmbrăcată în uniforma sovietică, Valter Roman s-a reîntors pe un tanc sovietic, ca locotenent-colonel în cadrul Diviziei „Horia, Cloșca și Crișan”, constituită din prizonieri de război români aflați în URSS, care au ales să treacă de partea inamicului (crimă de înaltă trădare pe timp de război) sub comanda generalului Mihail Lascăr. A fost decorat în 1945 în Uniunea Sovietică cu Ordinul Steaua Roșie. În același an, sub ocupație sovietică și sub noul regim dominat de comuniști, a fost în gradul de general-maior în armata română.
Un an mai târziu, în 1946, Valter Roman a fost numit șef al Direcției de Educație, Cultură și Propagandă a Armatei, iar între 1947-1951 ocupă postul de șef al Direcției Superioare Politice a Armatei. În 1951 devine membru al CC al PCR și ministru al Poștelor și Telecomunicațiilor (până în ianuarie 1953, când a fost înlăturat din funcții odată cu îndepărtarea "grupului Luca-Pauker-Georgescu"). Din 1954 până la moarte a fost director al Editurii Politice, el susținând că astfel ar fi fost marginalizat de regim.
Istoricul sovietic T. M. Islamov, a publicat documente care arată că Valter Roman „ar fi pledat în fața membrilor Comisiei Litvinov în favoarea înființării statului independent Transilvania, girat de marile puteri Uniunea Sovietică, Statele Unite ale Americii și Marea Britanie”. Fiul lui Valter, Petre Roman, contestă cele spuse de istoricul sovietic, afirmând că tatăl său ar fi susținut rămânerea Transilvaniei ca provincie a României.
Documente recente demonstrează că Valter Roman a fost amestecat în complotul K.G.B. și al P.M.R. care avea drept scop arestarea guvernului Imre Nagy, după Revoluția ungară din 1956 de la Budapesta. După ce membrii guvernului Nagy au fost reținuți ilegal pe teritoriul României, într-un complex de vile de la Călimănești în județul Vîlcea, aceștia au fost aduși la București și instalați în complexul de vile ce a aparținut Misiunii Militare Germane în România între 1940-1944 de lângă lacul Snagov, vile aflate azi în posesia ambasadei ruse de la București. Imre Nagy a fost transferat după doi ani în Ungaria și judecat în 1958, condamnat la moarte și executat la Budapesta de noua conducere prosovietică a Ungariei.

## Opera
- URSS în război. Direcțiunea efortului principal, 1946
- Despre teoria războiului, 1948
- Despre războiul contemporan, 1948
- Probleme militare contemporane, 1949
- Izvorul razelor de soare, ediția a doua, 1954
- Despre fizica modernă și perspectivele utilizării energiei atomice, 1954
- Știința și socialismul, 1958
- Știința și tehnica în epoca trecerii societății de la capitalism la comunism, 1962
- Revoluția industrială în dezvoltarea societății, 1965
- Revoluția științifică și tehnică și implicațiile ei asupra desvoltării social-politice contemporane, 1968
- Eseuri despre revoluția științifică și tehnică: concepte, ipoteze, controverse, tendințe și opțiuni, 1970
- Secolul XX: Secolul Marilor Revoluții, în care elogiază revoluția comunistă din URSS, 1970
- File din trecut, evocări, 1971
- Sub cerul Spaniei. Cavalerii speranței, Amintiri, memorii de front, 1972
- Știința și marxismul: eseuri, 1972
- Secolul XX, secolul marilor revoluții. Sinteze și perspective, 1976
- Echilibru și dezechilibru, 1978
- Evocări, 1980
- Fenomenul militar în istoria societății, 1980
- Limite sau cotitură, 1981
- Revoluții și globalitate, 1983
- Noile tehnologii de vîrf și societatea, 1983

## Distincții
- Medalia „A cincea aniversare a Republicii Populare Române” (24 decembrie 1952) „pentru lupta și munca duse în vederea făuririi, consolidării și prosperării Republicii Populare Române”[6]
- Ordinul Muncii clasa a II-a (21 august 1954) „pentru merite deosebite pe tărîmul construcției de stat, economice, sociale și culturale, cu ocazia celei de a zecea aniversări a eliberării patriei noastre”[7]
- Ordinul „23 August” clasa a III-a (12 august 1959) „pentru merite deosebite în opera de construire a socialismului”[8]
- Medalia „40 de ani de la înființarea Partidului Comunist din Romînia” (6 mai 1961) „pentru activitate îndelungată în mișcarea muncitorească și merite în opera de construire a socialismului”[9]
- Ordinul Muncii clasa I (9 octombrie 1963) „pentru activitate îndelungată în mișcarea muncitorească și merite în opera de construire a socialismului, cu prilejul împlinirii a 50 de ani de la naștere”[10]
- Ordinul „Steaua Republicii Populare Romîne” clasa a II-a (25 decembrie 1964) „pentru merite deosebite în opera de construire a socialismului”[11]
- Ordinul „Tudor Vladimirescu” clasa a II-a (30 aprilie 1966) „cu prilejul celei de-a 45-a aniversări de la înființarea Partidului Comunist din România, pentru îndelungată activitate în mișcarea muncitorească și merite deosebite în opera de construire a socialismului”[12]
- Ordinul „23 August” clasa I (24 octombrie 1969) „pentru merite deosebite în muncă, cu prilejul împlinirii a 25 de ani de la înființarea Editurii politice”[13]
- titlul de Erou al Muncii Socialiste și medalia de aur „Secera și ciocanul” (4 mai 1971) „cu prilejul aniversării a 50 de ani de la constituirea Partidului Comunist Român, [...] pentru activitate îndelungată în mișcarea muncitorească și merite deosebite în opera de construire a socialismului în patria noastră”[14]
- Ordinul „Tudor Vladimirescu” clasa I (7 mai 1981) „pentru rezultatele obținute în îndeplinirea cincinalului 1976–1980, pentru contribuția deosebită adusă la înfăptuirea politicii Partidului Comunist Român de făurire a societății socialiste multilateral dezvoltate în patria noastră, cu prilejul aniversării a 60 de ani de la făurirea Partidului Comunist Român”[15]